# Хронология событий в Агдаме
В данной статье приведены основные события, произошедшие в городе Агдам на территории современного Азербайджана со средневекового периода до наших дней в хронологическом порядке.

## До XX века
- середина XVIII века — основана деревня[1].
- 1738 год — построена летняя резиденция Панах Али-хана.
- начало XIX века — деревня вошла в состав Карабахской провинции[2].
- 1868—1870 годы — архитектором Кербалаи Сефи-ханом Карабаги) построена Агдамская мечеть[3].
- 1828 год — получил статус города

## XX век
- 1937 год — открытие Агдамского государственного драматического театра
- 1983 год — в мельнице, построенной Мухаммедом Гараевым был основан Музей хлеба.
- июнь 1993 года — начало наступлений армян на Агдам с целью захвата города[4].

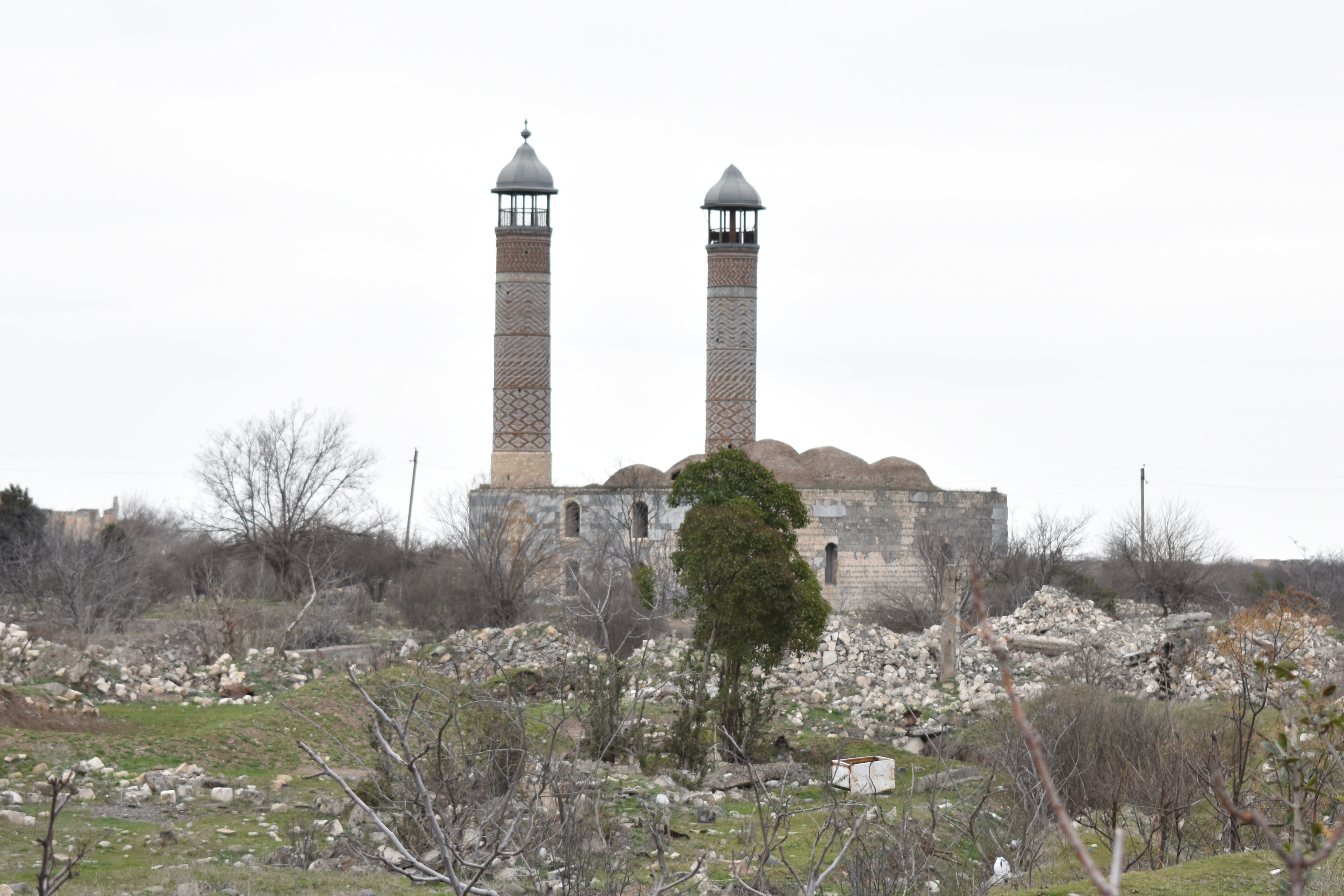
Агдамская мечеть в 2018 году

- Агдамская мечеть в 2018 году23 июля 1993 года — город взят армянскими силами[5].
- 29 июля 1993 года — Совет Безопасности ООН принял резолюцию № 853, осуждающую захват Агдамского района[6].

## XXI век
- 2 августа 2001 года — Дворец Панах Али-хана (Агдам) взят под охрану государства как архитектурный памятник местного значения (инв № 4026)[7].
- 2013 год — город стал побратимом с венгерским Тисавашвари[8].
- 20 ноября 2020 года — контроль Азербайджана над Агдамом и Агдамским районом был восстановлен[9].
- первая половина 2021 года — восстановление автомобильной и железной дороги Барда—Агдам[10].
- 4 октября 2022 года — начались восстановительные работы во Дворце Панах Али-хана[11].